# Alfalfa (barrio)
Alfalfa es un barrio de Sevilla, España, perteneciente al distrito Casco Antiguo. Está situado en el centro del distrito y limita al norte con el barrio de Encarnación-Regina; al este, con los barrios de Santa Catalina y San Bartolomé; al sur, con los barrios de Santa Cruz y El Arenal; y al oeste, con el barrio de Museo. Tiene una población estimada de 4.197 habitantes.

## Lugares de interés

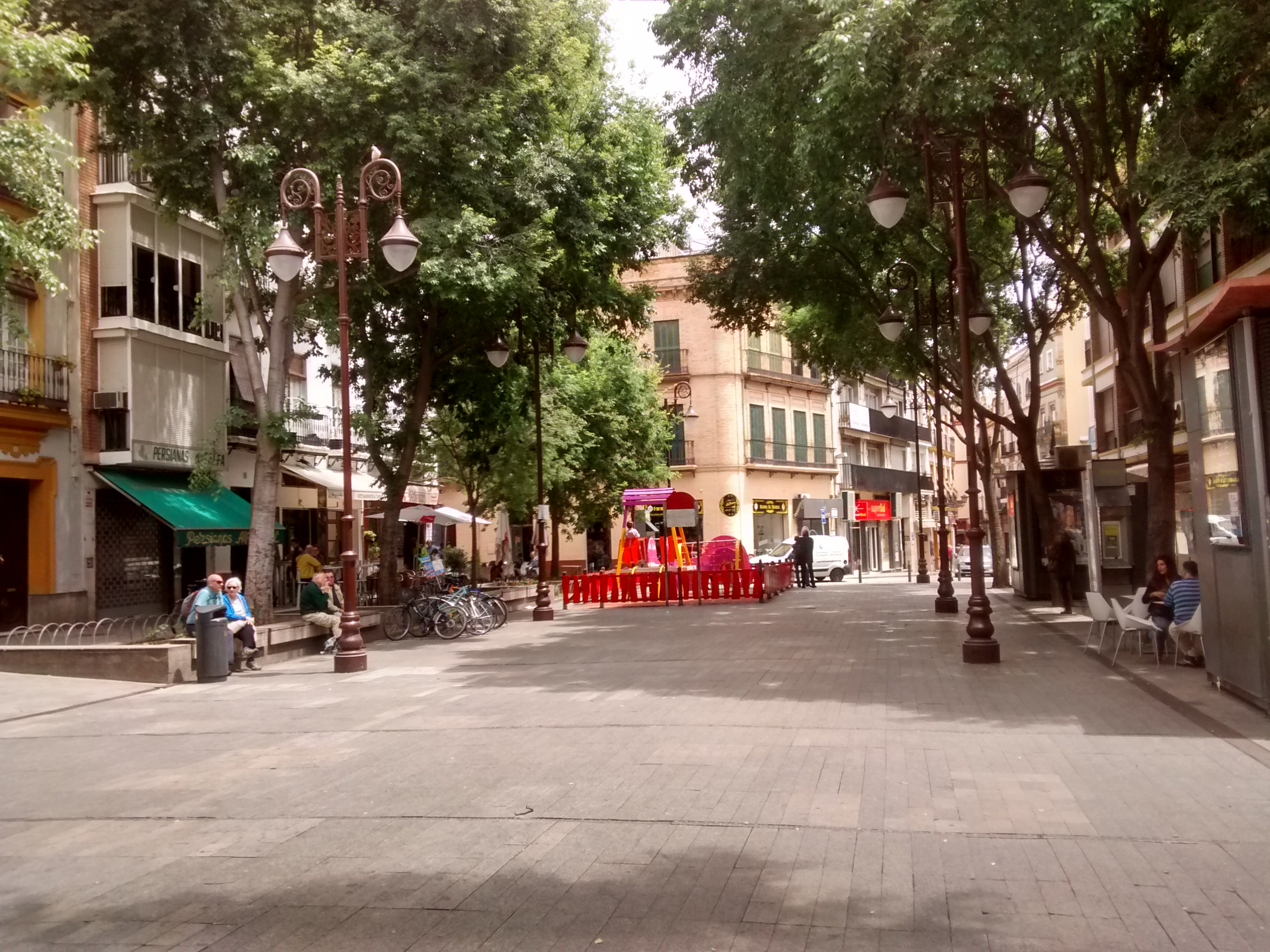
Plaza de la Alfalfa, que da nombre al barrio.

- Plaza de la Alfalfa
- Palacio del marqués de la Motilla
- Palacio de la condesa de Lebrija
- Iglesia del Buen Suceso
- Iglesia de San Isidoro